# Metropolia di Brjansk

Localizzazione dell'oblast' di Brjansk.

La metropolia di Brjansk (in russo: Брянская митрополия) è una delle province ecclesiastiche che costituiscono la Chiesa ortodossa russa.
Istituita dal Santo Sinodo il 29 maggio 2013, comprende l'intera oblast' di Brjansk nella Russia occidentale ai confini con l'Ucraina e la Bielorussia nel circondario federale centrale.
È costituita da due eparchie:
- Eparchia di Brjansk
- Eparchia di Klincy

Sede della metropolia è la città di Brjansk, il cui vescovo ha il titolo di "Metropolita di Brjansk e Sevsk".